# Oxtjärnarna (Vilhelmina socken, Lappland, 720950-149572)
Oxtjärnarna är en sjö i Vilhelmina kommun i Lappland och ingår i Ångermanälvens huvudavrinningsområde. Sjön har en area på 0,0114 kvadratkilometer och ligger 527,5 meter över havet. Oxtjärnarna ligger i Njakafjäll Natura 2000-område. Vid provfiske har elritsa och öring fångats i sjön.

## Delavrinningsområde
Oxtjärnarna ingår i det delavrinningsområde (720743-149485) som SMHI kallar för Utloppet av Oxtjärnarna. Medelhöjden är 613 meter över havet och ytan är 4,86 kvadratkilometer. Det finns inga avrinningsområden uppströms utan avrinningsområdet är högsta punkten. Vattendraget som avvattnar avrinningsområdet har biflödesordning 4, vilket innebär att vattnet flödar genom totalt 4 vattendrag innan det når havet efter 349 kilometer. Avrinningsområdet består mestadels av skog (89 procent).